# Mustafa Eskihellaç
Mustafa Eskihellaç (Trebisonda, 5 maggio 1997) è un calciatore turco, centrocampista del Trabzonspor.

## Caratteristiche tecniche
È un esterno sinistro.

## Carriera

### Club
Cresciuto nel settore giovanile del Düzyurtspor, debutta in prima squadra il 23 agosto 2015 giocando il match di TFF 3. Lig pareggiato 1-1 contro il Turgutluspor. Nel gennaio 2018 compie un triplo salto di categoria firmando per lo Yeni Malatyaspor, militante in Süper Lig; debutta nella massima divisione del paese il 9 febbraio seguente nell'incontro pareggiato 1-1 contro il Kasımpaşa.
Impiegato con poca continuità, negli anni seguenti viene prestato in seconda divisione all'Elazığspor ed al Boluspor per poi essere confermato in vista della stagione 2020-2021.

### Nazionale
Ha giocato nella nazionale turca Under-20.
Nel maggio 2025 viene convocato per la prima volta in nazionale maggiore, con cui ha esordito il 7 giugno del medesimo anno nell'amichevole vinta 1-2 in casa degli Stati Uniti.

## Statistiche

### Presenze e reti nei club
Statistiche aggiornate all'8 febbraio 2025.
| Stagione                | Squadra                 | Campionato              | Campionato | Campionato | Coppe nazionali | Coppe nazionali | Coppe nazionali | Coppe continentali | Coppe continentali | Coppe continentali | Altre coppe | Altre coppe | Altre coppe | Totale | Totale | Totale |
| Stagione                | Squadra                 | Comp                    | Pres       | Reti       | Comp            | Pres            | Reti            | Comp               | Pres               | Reti               | Comp        | Pres        | Reti        | Pres   | Reti   |        |
| ----------------------- | ----------------------- | ----------------------- | ---------- | ---------- | --------------- | --------------- | --------------- | ------------------ | ------------------ | ------------------ | ----------- | ----------- | ----------- | ------ | ------ | ------ |
| 2015-2016               | Düzyurtspor             | 3L                      | 15         | 0          | CT              | 1               | 0               |                    | -                  | -                  |             | -           | -           | 16     | 0      |        |
| 2016-2017               | Düzyurtspor             | 3L                      | 27         | 7          | CT              | 1               | 0               |                    | -                  | -                  |             | -           | -           | 28     | 7      |        |
| 2017-gen. 2018          | Düzyurtspor             | 3L                      | 17         | 4          | CT              | 2               | 4               |                    | -                  | -                  |             | -           | -           | 19     | 8      |        |
| gen.-giu. 2018          | Yeni Malatyaspor        | SL                      | 2          | 0          | CT              | 0               | 0               |                    | -                  | -                  |             | -           | -           | 2      | 0      |        |
| 2018-gen. 2019          | Yeni Malatyaspor        | SL                      | 5          | 0          | CT              | 5               | 0               |                    | -                  | -                  |             | -           | -           | 10     | 0      |        |
| gen.-giu. 2019          | Elazığspor              | 1L                      | 13         | 4          | CT              | 0               | 0               |                    | -                  | -                  |             | -           | -           | 13     | 4      |        |
| 2019-2020               | Boluspor                | 1L                      | 28         | 2          | CT              | 1               | 0               |                    | -                  | -                  |             | -           | -           | 29     | 2      |        |
| 2020-2021               | Yeni Malatyaspor        | SL                      | 25         | 2          | CT              | 4               | 0               |                    | -                  | -                  |             | -           | -           | 29     | 2      |        |
| 2021-2022               | Yeni Malatyaspor        | SL                      | 31         | 2          | CT              | 1               | 1               |                    | -                  | -                  |             | -           | -           | 32     | 3      |        |
| Totale Yeni Malatyaspor | Totale Yeni Malatyaspor | Totale Yeni Malatyaspor | 63         | 4          |                 | 10              | 1               |                    | -                  | -                  |             | -           | -           | 73     | 5      |        |
| 2022-gen. 2023          | Gaziantep               | SL                      | 14         | 1          | CT              | 3               | 1               |                    | -                  | -                  |             | -           | -           | 17     | 2      |        |
| gen.-giu. 2023          | Kasımpaşa               | SL                      | 5          | 0          | CT              | 0               | 0               |                    | -                  | -                  |             | -           | -           | 5      | 0      |        |
| 2023-2024               | Gaziantep               | SL                      | 35         | 2          | CT              | 2               | 0               |                    | -                  | -                  |             | -           | -           | 37     | 2      |        |
| 2024-feb. 2025          | Gaziantep               | SL                      | 16         | 0          | CT              | 2               | 0               |                    | -                  | -                  |             | -           | -           | 18     | 0      |        |
| Totale Gaziantep        | Totale Gaziantep        | Totale Gaziantep        | 65         | 3          |                 | 7               | 1               |                    | -                  | -                  |             | -           | -           | 72     | 4      |        |
| feb.-giu. 2025          | Trabzonspor             | SL                      | 0          | 0          | CT              | 0               | 0               |                    | -                  | -                  |             | -           | -           | 0      | 0      |        |
| Totale carriera         | Totale carriera         | Totale carriera         | 233        | 24         |                 | 22              | 6               |                    | -                  | -                  |             | -           | -           | 255    | 30     |        |

### Cronologia presenze e reti in nazionale
| Cronologia completa delle presenze e delle reti in nazionale ― Stati Uniti | Cronologia completa delle presenze e delle reti in nazionale ― Stati Uniti | Cronologia completa delle presenze e delle reti in nazionale ― Stati Uniti | Cronologia completa delle presenze e delle reti in nazionale ― Stati Uniti | Cronologia completa delle presenze e delle reti in nazionale ― Stati Uniti | Cronologia completa delle presenze e delle reti in nazionale ― Stati Uniti | Cronologia completa delle presenze e delle reti in nazionale ― Stati Uniti | Cronologia completa delle presenze e delle reti in nazionale ― Stati Uniti |
| Data                                                                       | Città                                                                      | In casa                                                                    | Risultato                                                                  | Ospiti                                                                     | Competizione                                                               | Reti                                                                       | Note                                                                       |
| -------------------------------------------------------------------------- | -------------------------------------------------------------------------- | -------------------------------------------------------------------------- | -------------------------------------------------------------------------- | -------------------------------------------------------------------------- | -------------------------------------------------------------------------- | -------------------------------------------------------------------------- | -------------------------------------------------------------------------- |
| 7-6-2025                                                                   | East Hartford                                                              | Stati Uniti                                                                | 1 – 2                                                                      | Turchia                                                                    | Amichevole                                                                 | -                                                                          | 76’                                                                        |
| 10-6-2025                                                                  | Chapel Hill                                                                | Messico                                                                    | 1 – 0                                                                      | Turchia                                                                    | Amichevole                                                                 | -                                                                          | 46’                                                                        |
| Totale                                                                     |                                                                            | Presenze                                                                   | 2                                                                          |                                                                            | Reti                                                                       | 0                                                                          |                                                                            |